# آند مرطوب

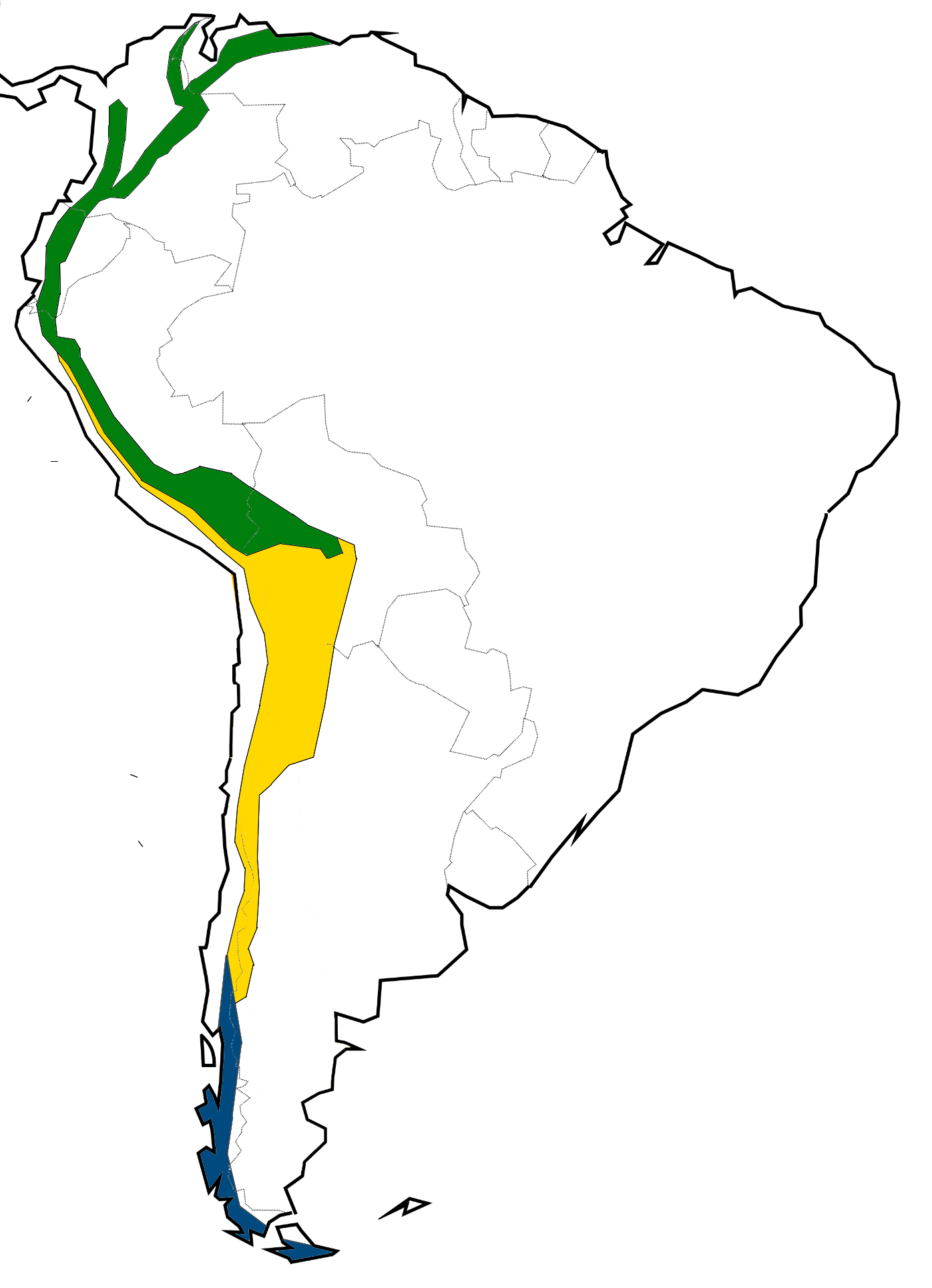
نقشه مناطق اقلیمی کوه‌های آند. پهنه آند حاره‌ای با رنگ سبز، آند خشک با رنگ زرد و آند مرطوب با آبی تیره مشخص شده‌اند.

آند مرطوب (اسپانیایی: Andes húmedos‎) یک اقلیم و یخچال‌شناسی زیرمنطقه کوه‌های آند که در شیلی و آرژانتین واقع می‌باشد. آندهای مرطوب ۴٬۷۰۹ متر بالاتر از سطح دریا واقع شده‌است.